# Stazione di Beffi
La stazione di Beffi è una stazione ferroviaria posta sulla ferrovia Terni-Sulmona. Serve Beffi, San Lorenzo e Succiano, frazioni del comune di Acciano.

## Movimento
Dato lo scarso traffico passeggeri, la stazione risulta servita solo il sabato e la domenica da quattro treni regionali di Trenitalia, diretti a L'Aquila e Sulmona.